# Арсенал (стадіон)
50°26′32″ пн. ш. 30°32′27″ сх. д. / 50.44222° пн. ш. 30.54083° сх. д.
Арсенал — стадіон київського заводу «Арсенал».
На стадіоні є футбольне поле з трибуною на 3 тисячі місць (яка не може приймати глядачів через занедбаний стан, внаслідок чого глядачі можуть розміщуватися лише на тимчасових трибунах на 200 місць), ігрові майданчики, тенісні корти.

## Джерело
- Київ: Енциклопедичний довідник / за редакцією А. В. Кудрицького. — К. : Головна редакція Української радянської енциклопедії, 1981. — 736 с., іл.